# Đài Truyền hình Việt Nam
Đài Truyền hình Việt Nam, được biết đến rộng rãi với tên gọi VTV (viết tắt của từ tiếng Anh: Vietnam Television), là đài truyền hình quốc gia thuộc sở hữu của Chính phủ nước Cộng hòa Xã hội chủ nghĩa Việt Nam. Đài chịu sự quản lý của Chính phủ và Bộ Văn hóa, Thể thao và Du lịch, có nhiệm vụ "tuyên truyền đường lối của Đảng, chính sách pháp luật của Nhà nước và Quốc hội, góp phần giáo dục, nâng cao dân trí, phục vụ đời sống tinh thần của Nhân dân". Tuy không phải là đài truyền hình đầu tiên của Việt Nam, nhưng đây được coi là đài truyền hình lớn nhất của Việt Nam với 11 kênh truyền hình quảng bá và hệ thống kênh truyền hình cáp được phủ sóng toàn quốc, phát sóng chủ yếu các chương trình tin tức, phim tài liệu, khoa học, giáo dục xã hội, hài kịch, thể thao, giải trí và chính kịch.
VTV hiện đã phủ sóng được qua nhiều nền tảng khác nhau, phát sóng không chỉ ở Việt Nam mà còn ở các nước như Lào, Trung Quốc, Thái Lan,... và các nước trên thế giới qua vệ tinh và các ứng dụng xem trực tuyến của đài.

## Tên gọi
Tên viết tắt chính thức của Đài Truyền hình Việt Nam là VTV, được sử dụng từ năm 1990. 3 chữ cái in hoa VTV đè lên nhau được dùng làm biểu tượng của Đài từ năm 1995, lần lượt được thể hiện bằng 3 màu đỏ, xanh lá, xanh lam, tượng trưng cho 3 màu cơ bản trên màn hình máy truyền hình màu. Biểu trưng này đã được thiết kế lại vào các năm 2010 và 2012. VTV là viết tắt tên gọi tiếng Anh của "Vietnam Television" và cũng là viết tắt tên gọi tiếng Việt của "Vô tuyến Truyền hình Việt Nam".

## Lịch sử

### Thành lập trong chiến tranh (1945–1975)
Cách mạng tháng Tám thành công, Chính phủ Lâm thời đã thành lập Bộ phận Điện ảnh và Nhiếp ảnh thuộc Bộ thông tin - Tuyên truyền; hoạt động chủ yếu của bộ phận này là tổ chức đoàn chiếu phim lưu động chiếu ở những nơi công cộng và lập toa xe điện ảnh đi chiếu phim dọc Quốc lộ 1 từ Bắc vào Nam bằng một máy chiếu Débri 16mm và hai bộ phim tài liệu về phái đoàn Phạm Văn Đồng tại Pháp do Việt kiều gửi về.
Năm 1953, tại chiến khu Việt Bắc, Chính phủ thành lập Doanh nghiệp quốc gia chiếu bóng và chụp ảnh, nhưng các nhà làm phim thời kỳ này mới sản xuất được các phim tài liệu ngắn, như Giữ làng giữ nước (1953), Điện Biên Phủ (1954). Năm 1956, Xưởng phim thời sự tài liệu tách khỏi Xưởng phim Việt Nam và đến năm 1989 thì đổi tên thành Hãng phim Tài liệu và Khoa học Trung ương (DSF).
Từ giữa năm 1965, Mỹ đã tăng cường phạm vi tuyên truyền bằng cách xây dựng một hệ thống các đài truyền hình để tuyên truyền cho bản thân và Chính quyền Sài Gòn. Để ứng phó, từ năm 1967, Đài Tiếng nói Việt Nam đã bắt đầu chuẩn bị cho việc thành lập một đài truyền hình đại diện cho miền Bắc. Nhà báo Trần Lâm – lúc đó đang là giám đốc của Đài Tiếng nói Việt Nam – đã ký hiệp định hợp tác với Viện Phát thanh Truyền hình Cuba, 18 nhân viên của đài đã được gửi sang đào tạo tại Cuba để học tập các khâu làm truyền hình. Năm 1968, Xưởng phim Vô tuyến truyền hình được thành lập, có nhiệm vụ sản xuất phim vô tuyến truyền hình (16mm) để gửi cho các đài truyền hình nước ngoài tuyên truyền về cuộc chiến đấu và xây dựng đất nước tại Việt Nam.
Ngày 7 tháng 9 năm 1970, Đài Tiếng nói Việt Nam đã phát sóng tín hiệu truyền hình đầu tiên, sang năm 1971 thì thành lập Ban biên tập Vô tuyến truyền hình. Ngày 30 Tết Tân Hợi (27 tháng 1 năm 1971), VOV phát chương trình truyền hình đầu tiên, gọi là "chương trình truyền hình thử nghiệm" phục vụ khán giả thủ đô Hà Nội. Ban đầu truyền hình phát mỗi tuần ba buổi tối, mỗi tối hai tiếng đồng hồ. Đến năm 1972, việc phát sóng bị gián đoạn do chiến sự leo thang và Đài Tiếng nói Việt Nam bắt buộc phải sơ tán. Năm 1973, VOV phát sóng chương trình đầu tiên trên màn hình đen trắng. Năm 1975, Đài Tiếng nói Việt Nam và Đài Giải phóng A đã cùng Đài giải phóng B Đông Nam Bộ đã tiếp quản toàn bộ hệ thống phát thanh, truyền hình của chế độ Sài Gòn để lại.

### Phát triển trong hòa bình (1976–nay)
Năm 1976, Trung tâm Truyền hình được xây dựng tại Giảng Võ; một năm sau đó, Ban biên tập Vô tuyến truyền hình được tách khỏi Đài Tiếng nói Việt Nam, thành lập Đài Truyền hình Trung ương và chuyển trụ sở tới đây. Cuối những năm 1970, đài đã bắt đầu phát sóng các chương trình truyền hình màu (hệ SECAM) với thời lượng giới hạn nhằm mục đích thử nghiệm, đào tạo đội ngũ và phục vụ một số lượng ít các máy thu hình màu hiện có vào thời điểm đó. Trong giai đoạn này, đài chuyển dần từ phát sóng đen-trắng sang phát sóng truyền hình màu, đồng thời xây dựng Đài Tiếp vận Tam Đảo để phủ sóng toàn miền Bắc và hỗ trợ xây dựng các đài truyền hình địa phương.
Năm 1987, Đài Truyền hình Trung ương đổi tên thành Đài Truyền hình Việt Nam. Năm 1990, đài bắt đầu phát sóng kênh truyền hình thứ hai, từ đây kênh được chia thành Chương trình 1 và Chương trình 2 (sau này là VTV1 và VTV2). Ngày 4 tháng 2 năm 1991, kênh VTV1 bắt đầu được phát sóng trên vệ tinh Stationar 13 với thời lượng 5 giờ mỗi ngày để các đài địa phương thu và phát lại trên phạm vi toàn quốc.
Kênh VTV3 được thành lập năm 1994, đến năm 1996 thì được phát triển và đầu tư sản xuất nội dung, trở thành kênh truyền hình văn hoá, thể thao và giải trí; năm 1998 kênh này được tách sóng thành một kênh riêng, và được phủ sóng vệ tinh đến các địa phương trên toàn quốc. Các kênh VTV4, VTV5 (cùng các kênh khu vực), VTV6, VTV7, VTV8, VTV9, VTV Cần Thơ bắt đầu lên sóng lần lượt trong các năm sau đó.
VTV3 là kênh đầu tiên được phát sóng theo chuẩn HD từ năm 2013, các kênh còn lại cũng lần lượt được nâng chuẩn phát sóng trong vài năm tiếp theo. Từ năm 2016 đến nay, các kênh đều được phát sóng dưới hai tín hiệu SD và HD song song. Từ ngày 1 đến 7 tháng 1 năm 2020, Đài Truyền hình Việt Nam thực hiện đồng bộ biểu trưng luồng kênh SD và HD cho tất cả các kênh (ngoại trừ kênh VTV5 Tây Nam Bộ và VTV5 Tây Nguyên). Đến ngày 8 tháng 1 năm 2020, các kênh từ VTV1 đến VTV7 và VTV9 từ 10 tháng 1 cùng năm (trừ VTV8) đã trở lại phát song song 2 tín hiệu SD và HD với biểu trưng riêng biệt, trước khi chính thức thực hiện đồng bộ hai luồng kênh một lần nữa vào ngày 1 tháng 11 năm 2022.
Cũng trong giai đoạn này, với tư cách là đơn vị truyền hình chủ nhà, đài đã thực hiện nhiều chương trình về những sự kiện quan trọng của đất nước, như Đại hội Thể thao Đông Nam Á 2003 (tổ chức truyền hình trực tiếp trên bốn kênh VTV1, VTV2, VTV3 và VTV4), Hội nghị APEC các năm 2006 và 2017, hay Hội nghị thượng đỉnh Triều Tiên – Hoa Kỳ tại Hà Nội 2019. Ngày 30 tháng 4 năm 1995 đánh dấu lần đầu tiên VTV thực hiện cuộc truyền hình trực tiếp một sự kiện chính trị – lịch sử quan trọng với lễ kỷ niệm 20 năm Ngày giải phóng miền Nam, thống nhất Đất nước.

### Những dấu mốc quan trọng
- 7 tháng 9 năm 1970: Đài Tiếng nói Việt Nam phát sóng thử nghiệm chương trình truyền hình đầu tiên. Đây là buổi phát sóng đầu tiên của Đài Truyền hình Việt Nam, chương trình gồm 15 phút Những bông hoa nhỏ, thời sự và 30 phút ca nhạc. Tên gọi lúc đó của đài là Vô tuyến Truyền hình Việt Nam.
- 1971: Thành lập Ban Biên tập Vô tuyến Truyền hình trực thuộc Đài Tiếng nói Việt Nam.
- Từ 16 tháng 4 năm 1972: Truyền hình tạm ngừng phát sóng và sơ tán do chiến tranh.
- 1973: Truyền hình được phát sóng chính thức sau khi Việt Nam ký kết thành công Hiệp định Paris.
- 16 tháng 6 năm 1976: Truyền hình được phát sóng hằng ngày.
- 4 tháng 7 năm 1976: Trung tâm truyền hình được xây dựng ở Giảng Võ, Hà Nội.
- 18 tháng 6 năm 1977: Ban biên tập Vô tuyến truyền hình tách khỏi Đài Tiếng nói Việt Nam, chuyển thành Đài Truyền hình Trung ương và chuyển tới địa điểm mới – số 43 đường Nguyễn Chí Thanh, khu phố Ba Đình (nay thuộc quận Ba Đình), Hà Nội. Địa điểm này là trụ sở của VTV hiện nay.
- Tháng 9 năm 1978: Thử nghiệm hệ phát hình màu (hệ SECAM).[9]
- 19 tháng 5 năm 1980: Chính thức lấy tên là Đài Truyền hình Trung ương.
- 1986: Đài Truyền hình Trung ương chính thức chuyển từ hệ phát hình đen-trắng sang hệ phát hình màu đầu tiên tại Việt Nam.[9]
- 30 tháng 4 năm 1987: Đài Truyền hình Trung ương đổi tên thành Đài Truyền hình Việt Nam.
- 1 tháng 1 năm 1990: Chính thức công bố nhãn hiệu VTV, đồng thời phát sóng chính thức Chương trình 2.
- Tháng 11 năm 1990: Phát song song Chương trình 1 và 2.
- 1991: Chuyển hệ phát hình màu từ SECAM sang PAL.
- 4 tháng 2 năm 1991: Phát sóng vệ tinh Chương trình 1 để các đài địa phương thu và phát lại nhằm phủ sóng toàn quốc.[8]
- 27 tháng 8 năm 1992: Thành lập Công ty TNHH Truyền hình cáp Saigontourist (SCTV), liên doanh với Tổng công ty Du lịch Sài Gòn (Saigontourist)
- Tháng 5 năm 1993: Chính thức được xác định là Đài Truyền hình Quốc gia.[6]
- 1 tháng 1 năm 1994: Công bố biểu trưng mới của VTV (màu đỏ), sử dụng đến 31 tháng 3 năm 1995. Cùng ngày, chính thức đổi tên Chương trình 1 và Chương trình 2 thành VTV1 và VTV2.
- 1 tháng 4 năm 1994: Kênh VTV3 được phát sóng thử nghiệm.
- Tháng 10 năm 1994: Phát hành Tạp chí Truyền hình số đầu tiên.[cần dẫn nguồn]
- 1 tháng 1 năm 1995: Kênh VTV4 phát sóng thử nghiệm.
- 1995: Mở rộng quan hệ quốc tế với các hãng truyền hình như CCTV (Trung Quốc), KBS (Hàn Quốc), NHK (Nhật Bản), hợp tác giáo dục với ABU (Hiệp hội Phát thanh Truyền hình Châu Á – Thái Bình Dương), AIBD (Viện Phát triển Phát thanh Truyền hình Châu Á – Thái Bình Dương).
- 1 tháng 4 năm 1995: Chính thức công bố và áp dụng biểu trưng mới với ba màu đỏ, lục, lam.
- 1 tháng 7 năm 1995: Áp dụng biểu trưng VTV trên sóng truyền hình.
- 20 tháng 9 năm 1995: Thành lập Trung tâm Dịch vụ kỹ thuật Truyền hình cáp MMDS. Đây là tên gọi ban đầu của Trung tâm Kỹ thuật Truyền hình cáp Việt Nam (VCTV), và sau này là Tổng công ty Truyền hình Cáp Việt Nam (VTVcab).
- 31 tháng 3 năm 1996: Kênh VTV3 phát sóng chính thức.
- 19 tháng 11 năm 1996: Thành lập Trung tâm Quảng cáo và Dịch vụ truyền hình (TVAd). Kể từ đây, VTV dùng nguồn tiền quảng cáo để xây dựng và phát triển đài.
- 1997: Các bản tin Thời sự của đài được phát sóng trực tiếp, mở đầu cho việc phát trực tiếp tất cả các chương trình thời sự từ năm 1998.
- 6 tháng 2 năm 1997: Thực hiện chương trình hòa sóng đêm giao thừa đầu tiên và xuyên suốt trên VTV.
- 16 tháng 9 năm 1997: Khánh thành cột phát sóng truyền hình cao 125m tại trụ sở đài, được sử dụng để phát sóng ba kênh VTV1 (9 VHF), VTV2 (11 VHF) và VTV3 (22 UHF). Hiện cột đã được chuyển lên Hòa Bình và được thay thế bằng cột phát sóng 250m tại phường Mễ Trì, quận Nam Từ Liêm, Hà Nội.
- 1998:
  - Áp dụng đồ họa dựng phi tuyến, đầu tư hệ thống dựng hình phi tuyến tính, trang bị trạm thu vệ tinh chuyên dụng hiện đại phục vụ việc trực tiếp World Cup 1998;
  - Lần đầu tiên trang bị xe truyền hình lưu động màu loại lớn sử dụng công nghệ số với 6 camera;
  - Lắp đặt phòng khống chế, 4 phòng phát sóng tại Trung tâm kỹ thuật sản xuất chương trình;
  - Khánh thành Trường quay S9 (nay là S15), trường quay có khán giả đầu tiên của VTV.
  - Vận hành hệ thống Betacam cho phát quảng cáo.
  - Bắt đầu áp dụng nhận diện "trực tiếp" dưới biểu trưng các kênh VTV khi có sự kiện truyền hình trực tiếp.
- 1 tháng 1 năm 1998: Kênh VTV4 phát sóng chính thức.
- 31 tháng 3 năm 1998: Chính thức tách sóng kênh VTV3 trên toàn quốc. Đồng thời tăng thời lượng phát sóng của các kênh VTV1, VTV2 trên toàn quốc và VTV4 ra nước ngoài. Thời lượng phát sóng 45 giờ/ngày trên cả 4 kênh sóng của VTV.
- 1999: Áp dụng đồ họa bản đồ dự báo thời tiết.
- 27 tháng 4 năm 2000: VTV4 được phát trên toàn cầu qua ba vệ tinh, phủ sóng toàn bộ châu Á, châu Âu, Bắc Phi, Bắc Mỹ.
- 7 tháng 9 năm 2000: Ra mắt trang thông tin chính thức của Đài Truyền hình Việt Nam tại địa chỉ www.vtv.org.vn - tiền thân của Báo điện tử VTV News.[10]
- Tháng 3 năm 2001: Chuẩn DVB-T chính thức được chọn làm chuẩn phát sóng số mặt đất của VTV.
- 1 tháng 1 năm 2002: Nâng thời lượng phát sóng cho các kênh VTV1, VTV3 và VTV4 lên lần lượt 18,5/24h (từ 05:30–24:00), 18/24h (từ 06:00–24:00) và 8/24h (từ 00:00–08:00). VTV2 cũng được tách thành một kênh riêng trên vệ tinh, phủ sóng toàn quốc.
- 10 tháng 2 năm 2002: Bắt đầu phát chính thức kênh VTV5 để phục vụ đồng bào dân tộc thiểu số.[11]
- 2003: Hoàn thành chuyển đổi sử dụng băng từ sang dùng băng số hóa.
- 1 tháng 9 năm 2003: Kênh VTV2 nâng thời lượng phát sóng lên 18/24h (từ 06:00–24:00).
- 10 tháng 10 năm 2003: Phát sóng bản tin thời sự đầu tiên dành cho người khiếm thính trên VTV2 vào lúc 22:00 hàng ngày, dưới dạng phát lại bản tin Thời sự 19h.
- 1 tháng 1 năm 2004: Thay đổi diện mạo và tên gọi, tổ chức ở các Trung tâm truyền hình khu vực trực thuộc đài (Huế – HVTV, Đà Nẵng – DVTV, Phú Yên – PVTV, Cần Thơ – CVTV).
- 1 tháng 11 năm 2004: Nâng thời lượng phát sóng kênh VTV5 lên 18/24h (từ 06:00–24:00).
- 15 tháng 5 năm 2005: Kênh VTV4 chính thức phát sóng 24/24h, là kênh đầu tiên của VTV phát sóng với thời lượng 24/24h.
- 2006: Bắt đầu vận hành Betacam cho phát sóng.
- 1 tháng 9 năm 2006: Kênh VTV3 nâng thời lượng phát sóng lên 24/24h.
- 2007: 
  - Nâng thời lượng phát sóng kênh VTV2 lên 18,5/24h (từ 05:30–24:00), kênh VTV5 lên 19/24h (từ 05:00–24:00).
  - Tăng thêm 1 kênh quảng bá và 1 kênh khu vực, gồm: VTV6 (kênh truyền hình dành cho giới trẻ, phủ sóng toàn quốc từ 29 tháng 4 năm 2007) và VTV9 (phát sóng tại Thành phố Hồ Chí Minh và các tỉnh miền Đông Nam Bộ, đồng thời trên hệ thống cáp VCTV từ 8 tháng 10 cùng năm).
- 1 tháng 12 năm 2007: Phối hợp cùng Tập đoàn Công nghiệp – Viễn thông Quân đội (Viettel) tổ chức chương trình từ thiện Trái tim cho em và thành lập Quỹ tấm lòng Việt.
- 2008: 
  - Hợp tác cùng ADT Group mua bản quyền các giải bóng đá, sự kiện thể thao... [cần dẫn nguồn]
  - Dừng sử dụng hệ thống Betacam cho phát quảng cáo
  - Liên kết với công ty Dolby phát sóng âm thanh chuẩn Dolby Digital 2.1 cho kênh VTV3 trên vệ tinh Vinasat nhằm phục vụ Thế vận hội Mùa hè 2008.[cần dẫn nguồn]
- 5 tháng 5 năm 2009: Liên doanh với hãng truyền hình Canal+ (Pháp) thông qua công ty con là Trung tâm Kỹ thuật Truyền hình Cáp Việt Nam (VCTV), thành lập Công ty TNHH Truyền hình số vệ tinh Việt Nam (VSTV – K+).
- 2009: Phát thử nghiệm TVMobile tại Hà Nội, hoàn thiện cấp phép phát sóng hệ T-DMB trên cả nước.
- 3 tháng 2 năm 2010: Sử dụng biểu trưng mới cho các kênh VTV1, VTV3, VTV5, được thiết kế lại dựa trên biểu trưng cũ trước đó (đã được áp dụng với các kênh VTV khu vực vào năm 2004; các kênh VTV6, VTV9 vào năm 2007, kênh VTV4 vào năm 2009 và kênh VTV2 vào ngày 1 tháng 2 năm 2010).
- 2010: Ra mắt trang web xem chương trình truyền hình trực tuyến (http://media.vtv.vn), đồng thời nâng thời lượng phát sóng kênh VTV1, VTV2 và VTV5, VTV6, VTV9 lên lần lượt 19/24h (từ 05:00–24:00), 19/24h, 24/24h, 18/24h (từ 06:00–24:00) và 18/24h.
- Đầu năm 2011: Thay đổi diện mạo và tên gọi, tổ chức ở các đài truyền hình khu vực trực thuộc đài (HVTV - VTV Huế; DVTV - VTV Đà Nẵng; PVTV – VTV Phú Yên; riêng CVTV đổi tên thành VTV Cần Thơ vào ngày 5 tháng 6 năm 2011).
- 1 tháng 4 năm 2011: Bản tin thời sự 22h – Dành cho người khiếm thính trên VTV2 sử dụng người phiên dịch ngôn ngữ ký hiệu, thay cho việc hiển thị phụ đề ở dưới màn hình.
- 15 tháng 6 năm 2011: VTV1 chính thức phát sóng 24/24h hàng ngày.
- 2011: 
  - Lựa chọn chuẩn DVB-T2 làm chuẩn phát sóng trên VTV. Khánh thành bước 1, giai đoạn 1 của Tòa nhà VTV.
  - Thành lập Trung tâm đồ họa.
- 1 tháng 1 năm 2012: Nâng thời lượng phát sóng kênh VTV2 lên 24/24h hàng ngày.
- 22 tháng 2 năm 2012: Báo điện tử VTV News chính thức được cấp giấy phép hoạt động.
- 2012: Đưa vào sử dụng Trạm truyền dẫn vệ tinh băng tần C tại Hà Nội, đảm bảo truyền dẫn vệ tinh theo tiêu chuẩn DVB-S2, mã hóa MPEG-4. Triển khai số hoá tư liệu hình ảnh.
- Từ 18:00 ngày 31 tháng 12 năm 2012: Sử dụng biểu trưng mới được thiết kế lại, với các cạnh được bo tròn. Từ ngày 1 tháng 1 năm 2013, chính thức sử dụng biểu trưng mới trong mọi hoạt động của đài, cùng ngày kênh VTV6 được nâng thời lượng lên 24/24h hàng ngày.
- 31 tháng 3 năm 2013: Phát sóng thử nghiệm kênh VTV3 theo chuẩn tín hiệu HD và phát sóng chính thức từ ngày 1 tháng 6.
- 7 tháng 5 năm 2013: Truyền hình cáp Việt Nam đổi tên thương hiệu thành Tổng Công ty Truyền hình Cáp Việt Nam, nhận diện thương hiệu từ VCTV sang VTVCab.
- 11 tháng 7 năm 2013: Nâng thời lượng phát sóng kênh VTV9 lên 24/24h hàng ngày.
- 17:30 ngày 7 tháng 9 năm 2013: Phát sóng kênh VTV6 chuẩn tín hiệu HD.
- Từ 16 tháng 12 năm 2013 đến 8 tháng 5 năm 2016: Bản tin Thời sự 22h - Dành cho người khiếm thính trên VTV2 được phát sóng trực tiếp như một bản tin riêng, thay vì phát sóng dưới dạng phát lại bản tin Thời sự 19h.
- 31 tháng 3 năm 2014: Phát sóng VTV1 theo chuẩn HD.
- 10 tháng 1 năm 2015: Chính thức ra mắt VTV Đặc biệt, chương trình phát sóng mỗi tháng một lần trên VTV1. Chương trình được miêu tả là 'khung giờ chất lượng cao của VTV'.[12]
- Tháng 4 năm 2015: Ra mắt dịch vụ và ứng dụng xem truyền hình trực tuyến VTVGo.
- 3 tháng 4 năm 2015: Chính thức ra mắt dịch vụ Alo! VTV, dịch vụ điện thoại cung cấp luồng âm thanh trực tiếp của các kênh VTV và K+. Dịch vụ này hoạt động đến hết năm 2016.
- 30 tháng 6 năm 2015: Bắt đầu thực hiện đề án Số hóa truyền hình do Chính phủ ban hành, ngừng phát sóng các kênh VTV tương tự (analog) tại Đà Nẵng.
- 2015: Lên sóng phiên bản HD của các kênh VTV2, VTV4, VTV5, VTV9, đồng thời phát sóng âm thanh chuẩn Dolby Digital Plus 2.1 cho kênh VTV1, VTV3 và VTV6 trên VTVCab và trên Truyền hình kỹ thuật số mặt đất DVB-T2.
- 11:30 ngày 20 tháng 11 năm 2015: Phát sóng thử nghiệm kênh VTV7 và VTV7 HD trên hạ tầng Truyền hình số mặt đất DVB-T2, Truyền hình cáp Việt Nam (VTVCab) và Truyền hình số vệ tinh K+.
- 1 tháng 1 năm 2016: Chính thức lên sóng 4 kênh truyền hình quảng bá: VTV7 – Kênh Truyền hình Giáo dục Quốc gia, VTV8 – Kênh Truyền hình Quốc gia hướng tới khu vực Duyên hải Trung Bộ & Tây Nguyên, VTV9 – Kênh Truyền hình Quốc gia hướng tới khu vực Nam Bộ và VTV5 Tây Nam Bộ – Kênh truyền hình tiếng dân tộc thiểu số dành cho đồng bào khu vực Tây Nam Bộ. Trong đó, VTV8 là sự sáp nhập của 3 kênh truyền hình khu vực miền Trung của VTV là VTV Huế, VTV Đà Nẵng và VTV Phú Yên; VTV9 (cũ) và VTV Cần Thơ 1 sáp nhập thành kênh VTV9 (mới); VTV5 Tây Nam Bộ là phiên bản mới của kênh VTV Cần Thơ 2, theo Đề án Quy hoạch Báo chí quốc gia đến năm 2025.
- 09:00 ngày 17 tháng 10 năm 2016: Phát sóng kênh VTV5 Tây Nguyên với thời lượng 24/24 giờ hàng ngày, gồm 10 thứ tiếng dân tộc thiểu số tại khu vực Tây Nguyên: Ê Đê, Ba Na, Gia Rai, M'Nông, K'Ho, Giẻ Triêng, Xơ Đăng, Chu Ru, Raglai và Chăm. Các chương trình của 10 thứ tiếng dân tộc Tây Nguyên trên kênh VTV5 Quốc gia được chuyển sang kênh VTV5 Tây Nguyên.
- 6 tháng 9 năm 2017: Khánh thành Tòa nhà Trung tâm Truyền hình Việt Nam tại 43 Nguyễn Chí Thanh.[13]
- 00:04 ngày 1 tháng 4 năm 2018 (giờ Việt Nam): Ngừng phủ sóng vệ tinh nước ngoài kênh VTV4 thông qua các vệ tinh Thaicom5 (khu vực châu Á và Bắc Phi), Eutelsat Hot Bird 13B (khu vực châu Âu), Hispasat 30W-5 (khu vực Nam Mỹ), Galaxy 19 (khu vực Bắc Mỹ). Cũng trong ngày này, ngoài kênh VTV4, VTV đã đưa tín hiệu các kênh truyền hình còn lại của đài thông qua set-top box VTVGo.
- 7 tháng 9 năm 2018: Ra mắt ứng dụng đọc Báo điện tử VTV News.
- 7 tháng 9 năm 2019: Ra mắt Cổng thông tin điện tử Đài Truyền hình Việt Nam Lưu trữ ngày 17 tháng 10 năm 2021 tại Wayback Machine.
- 1 đến 7 tháng 1 năm 2020: Thực hiện thử nghiệm đồng bộ luồng kênh SD & HD cho tất cả các kênh sóng của đài.
- 16 tháng 3 năm 2020: Việt Nam hôm nay là chương trình tin tức – thời sự thứ hai của đài có thuyết minh bằng ngôn ngữ ký hiệu dành cho người khiếm thính, sau bản tin Thời sự 22h trên kênh VTV2.
- 18 tháng 3 năm 2020: Chính phủ ban hành Nghị định 34/2020/NĐ-CP, trong đó sửa đổi và bổ sung điều 3 của Nghị định 02/2018/NĐ-CP quy định chức năng, nhiệm vụ, quyền hạn và cơ cấu tổ chức của Đài Truyền hình Việt Nam.[14][15]
- Từ 19 tháng 3 đến 30 tháng 4 năm 2020, do yêu cầu chỉ đạo công tác phòng chống Đại dịch COVID-19 tại Việt Nam, VTV rút ngắn thời gian phát sóng các kênh VTV2, VTV3, VTV5, VTV5 Tây Nam Bộ, VTV5 Tây Nguyên, VTV6, VTV8, VTV9 từ 24/24 giờ xuống 19/24 giờ hàng ngày (từ 05:00–24:00), riêng các kênh VTV1, VTV4 và VTV7 giữ nguyên thời gian phát sóng. Từ ngày 1 tháng 5 năm 2020, các kênh trở lại phát sóng với thời lượng 24/24h hàng ngày.
- Từ 10 tháng 5 năm 2020, Nghị định 34/2020/NĐ-CP chính thức có hiệu lực. Theo đó, VTV sáp nhập, tái cơ cấu lại các đơn vị biên tập, sản xuất và phát sóng của đài cùng các Trung tâm THVN tại các khu vực Trung Bộ và Nam Bộ.
- Từ 30 tháng 7 đến hết 2 tháng 9 năm 2020, trong thời gian giãn cách xã hội để phòng chống dịch bệnh COVID-19 tại các tỉnh thành miền Trung, VTV8 tiếp tục được rút ngắn thời gian phát sóng xuống 19/24h hàng ngày. Từ ngày 3 tháng 9 năm 2020, VTV8 đã phát sóng 24/24 giờ hàng ngày trở lại.
- 31 tháng 12 năm 2020: Dừng phát sóng truyền hình tương tự mặt đất tại 15 tỉnh nhóm IV của Đề án Số hóa truyền hình mặt đất, hoàn thành số hóa truyền hình của quốc gia.
- 11 tháng 2 năm 2022: Ứng dụng VTVGo được Bộ Thông tin và Truyền thông lựa chọn để xây dựng nền tảng truyền hình số quốc gia[16]. Đến ngày 5 tháng 6 năm 2023, VTVGo chính thức trở thành nền tảng truyền hình số quốc gia theo công bố của Bộ.[17]
- 8 tháng 9 năm 2022: Nghị định số 60/2022/NĐ-CP về tổ chức, nhiệm vụ, quyền hạn của Đài Truyền hình Việt Nam được ban hành[18]. Theo đó Ban Thanh thiếu niên (VTV6) không còn nằm trong hệ thống phòng, ban của VTV kể từ ngày 1 tháng 10 năm 2022. Đồng thời, chia tách Trung tâm THVN tại khu vực Nam Bộ, tái thành lập Trung tâm THVN tại TP.HCM cũng như Trung tâm THVN tại khu vực Tây Nam Bộ (trên cơ sở Văn phòng khu vực Tây Nam Bộ của Trung tâm THVN tại khu vực Nam Bộ). Trung tâm THVN tại khu vực Tây Nam Bộ có nhiệm vụ sản xuất các chương trình cho kênh truyền hình VTV Cần Thơ và các kênh truyền hình khác của VTV.
- 10 tháng 10 năm 2022: Dừng phát sóng kênh VTV6 và phát sóng thử nghiệm kênh VTV Cần Thơ
- 18:00 ngày 13 tháng 10 năm 2022: Chính thức phát sóng Kênh Truyền hình Quốc gia khu vực Tây Nam Bộ – VTV Cần Thơ
- 1 tháng 11 năm 2022: Chính thức đồng bộ luồng SD & HD cho tất cả các kênh sóng của đài (trừ các kênh VTV5 Tây Nguyên, VTV8 và VTV Cần Thơ đã đồng bộ luồng từ trước).
- 9 tháng 12 năm 2023: Phát hành số Tạp chí Truyền hình cuối cùng.
- 1 tháng 1 năm 2024: Sáp nhập Báo điện tử VTV News và Tạp chí Truyền hình thành Thời báo VTV.[19]
- 3 tháng 7 năm 2024: Khởi công xây dựng Trường quay S1 mới và Quảng trường Trung tâm tại số 43 Nguyễn Chí Thanh, Ba Đình, Hà Nội.
- 28 tháng 2 năm 2025: Nghị định số 47/2025/NĐ-CP được ban hành. Theo đó Đài Truyền hình Việt Nam giảm từ 25 đơn vị thành 22 đơn vị
- Dự kiến trong thời gian tới, VTV sẽ phát sóng kênh truyền hình đối ngoại bằng tiếng nước ngoài, kênh truyền hình chuyên biệt về truyền thông chính sách, và kênh truyền hình chuyên biệt về thể thao.

## Nhiệm vụ, chức năng và quyền hạn
Đài Truyền hình Việt Nam thực hiện nhiệm vụ, quyền hạn quy định tại Luật Tổ chức Chính phủ, quy định của Chính phủ về cơ quan thuộc Chính phủ và các nhiệm vụ, quyền hạn cụ thể sau đây:
1. Xây dựng, trình Chính phủ, Thủ tướng Chính phủ chiến lược, chương trình, kế hoạch dài hạn, trung hạn, hàng năm và các dự án, đề án quan trọng khác của Đài Truyền hình Việt Nam và tổ chức thực hiện sau khi được phê duyệt.
2. Nghiên cứu, đề xuất xây dựng, trình cấp có thẩm quyền công bố tiêu chuẩn quốc gia; ban hành tiêu chuẩn cơ sở theo quy định của pháp luật.
3. Tổ chức sản xuất, truyền dẫn, phát sóng, phát hành, lưu trữ các chương trình truyền hình, báo điện tử, báo in theo quy định của pháp luật.
4. Tham gia xây dựng chiến lược, quy hoạch phát triển mạng lưới cơ sở báo chí, phát thanh, truyền hình.
5. Quyết định và chịu trách nhiệm nội dung, chương trình và thời lượng phát sóng hàng ngày trên các kênh chương trình của Đài Truyền hình Việt Nam theo quy định của pháp luật.
6. Quản lý trực tiếp hệ thống kỹ thuật chuyên dùng của Đài Truyền hình Việt Nam để sản xuất nội dung; truyền dẫn tín hiệu trên hạ tầng viễn thông, internet băng thông rộng; phát sóng trên các phương thức truyền hình vệ tinh, mặt đất và mạng truyền hình cáp; cung cấp trên nền tảng số của Đài Truyền hình Việt Nam và nền tảng số khác các chương trình, kênh chương trình ở trong nước và ra nước ngoài theo quy định của pháp luật.
7. Thông tin đối ngoại bằng tiếng Việt, tiếng nước ngoài cho người Việt Nam ở nước ngoài và người nước ngoài bằng các chương trình, kênh truyền hình và các loại hình báo chí, truyền thông.
8. Chủ trì, phối hợp với các đài truyền hình, đài phát thanh - truyền hình địa phương về kế hoạch sản xuất các chương trình phát trên kênh chương trình của Đài Truyền hình Việt Nam.
9. Quản lý, quyết định các dự án đầu tư và xây dựng thuộc thẩm quyền theo quy định của pháp luật; tham gia thẩm định các đề án, dự án quan trọng thuộc chuyên môn, nghiệp vụ được Thủ tướng Chính phủ giao.
10. Đài Truyền hình Việt Nam áp dụng cơ chế tự chủ, tự chịu trách nhiệm về thực hiện nhiệm vụ, tổ chức bộ máy, số lượng người làm việc; thực hiện cơ chế tài chính, tiền lương theo kết quả hoạt động như doanh nghiệp nhà nước; hoạt động không vì mục đích lợi nhuận.
11. Phối hợp với các bộ, cơ quan liên quan xây dựng, trình cấp có thẩm quyền ban hành cơ chế tài chính của Đài Truyền hình Việt Nam theo quy định của pháp luật.
12. Thực hiện quyền, trách nhiệm của đại diện chủ sở hữu vốn nhà nước đầu tư thành lập, góp vốn vào doanh nghiệp theo quy định của pháp luật.
13. Tổ chức thực hiện nghiên cứu, ứng dụng tiến bộ khoa học và công nghệ, chuyển đổi số trong hoạt động của Đài Truyền hình Việt Nam; nghiên cứu, xây dựng nền tảng truyền hình số (trực tuyến) ứng dụng công nghệ thông tin, công nghệ số, chuyển đổi số để phát huy sự tham gia, sáng tạo nội dung của khán giả.
14. Đào tạo, bồi dưỡng chuyên môn, nghiệp vụ và đào tạo nghề lĩnh vực truyền hình và truyền thông; hợp tác quốc tế trong lĩnh vực truyền hình và truyền thông đa phương tiện khác theo quy định của pháp luật.
15. Quyết định và chỉ đạo thực hiện chương trình cải cách hành chính của Đài Truyền hình Việt Nam theo mục tiêu và nội dung chương trình cải cách hành chính nhà nước đã được Chính phủ, Thủ tướng Chính phủ phê duyệt.
16. Quản lý tổ chức bộ máy, viên chức và người lao động; quyết định bổ nhiệm, bổ nhiệm lại, miễn nhiệm, khen thưởng, kỷ luật; chỉ đạo thực hiện chế độ tiền lương và các chế độ, chính sách đãi ngộ, đào tạo, bồi dưỡng đối với viên chức và người lao động thuộc phạm vi quản lý của Đài Truyền hình Việt Nam theo quy định của pháp luật.
17. Quản lý, sử dụng ngân sách, tài sản công theo quy định của pháp luật.
18. Giải quyết khiếu nại, tố cáo theo thẩm quyền; phòng, chống tham nhũng, lãng phí theo quy định của pháp luật.
19. Tổ chức các hoạt động cung cấp dịch vụ theo quy định của pháp luật.
20. Thực hiện chế độ báo cáo Chính phủ, Thủ tướng Chính phủ, bộ được giao quản lý nhà nước về báo chí và các cơ quan khác có thẩm quyền theo quy định của pháp luật.
21. Thực hiện các nhiệm vụ, quyền hạn khác theo quy định của pháp luật.

## Cơ cấu tổ chức
Đài Truyền hình Việt Nam đóng vai trò cơ quan truyền thông chủ lực trực thuộc Nhà nước, dưới sự đồng quản lý của Bộ Văn hóa, Thể thao và Du lịch về báo chí, trực thuộc Chính phủ Việt Nam. Tổng Giám đốc và các Phó Tổng Giám đốc do Thủ tướng Chính phủ bổ nhiệm, miễn nhiệm, cách chức theo quy định. Đài Truyền hình Việt Nam có quan hệ với các đài truyền hình trực thuộc tỉnh và thành phố do chính quyền địa phương điều hành.

### Ban Tổng Giám đốc
Tổng Giám đốc
- Nguyễn Thanh Lâm (từ 01/11/2024)

#### Phó Tổng Giám đốc
- NSƯT Đỗ Thanh Hải (từ 25/09/2020) - Phó Tổng Giám đốc Thường trực
- Đinh Đắc Vĩnh (từ 10/08/2017)
- Đỗ Đức Hoàng (từ 15/09/2023)
- Lê Quyền (từ 09/10/2024)

### Các đơn vị trực thuộc

#### Tổ chứcĐảng,Đoàn
- Đảng ủy Đài Truyền hình Việt Nam – Bí thư:
- Đoàn Thanh niên Đài Truyền hình Việt Nam – Bí thư: Phùng Văn Hiệp.

#### Đơn vị giúp việc Ban Lãnh đạo Đài
- Văn phòng – Chánh Văn phòng: Lê Quyền.
- Ban Tổ chức cán bộ – Trưởng ban: Hà Văn Minh.
- Ban Kế hoạch – Tài chính.
- Ban Kiểm tra.
- Ban Chương trình

#### Đơn vị biên tập, sản xuất & phát sóng (Đơn vị nội dung)
- Ban Thời sự
- Ban Chuyên đề - Khoa giáo
- Ban Văn hóa - Giải trí
- Ban Truyền hình Đối ngoại
- Ban Truyền hình tiếng dân tộc
- Ban Thể thao
- Ban Văn nghệ
- Ban Chương trình
- Ban Biên tập Truyền hình đa phương tiện
- Trung tâm Sản xuất và Phát triển nội dung số
- Trung tâm Phim truyền hình
- Trung tâm Kỹ thuật và Mỹ thuật truyền hình
- Trung tâm Công nghệ và Truyền dẫn phát sóng

#### Các đơn vị sự nghiệp khác
- Trung tâm Đào tạo nghiệp vụ truyền hình
- Trung tâm Quảng cáo & Khai thác bản quyền
- Trường Cao đẳng Truyền hình (VTV College)

#### Các doanh nghiệp do VTV quản lý/đồng quản lý
- Công ty Cổ phần Tổng Công ty Truyền hình Cáp Việt Nam (VTVCab)
- Công ty TNHH Truyền hình cáp Saigontourist (SCTV, liên doanh với Saigontourist)
- Công ty TNHH Truyền hình số Vệ tinh Việt Nam (VSTV – K+ liên doanh với hãng truyền thông Canal+ của Pháp)
- Công ty Cổ phần Dịch vụ Truyền hình – Viễn thông Việt Nam (Broadcom).
- Công ty TNHH Mua sắm tại nhà VTV – Hyundai (liên doanh với tập đoàn Hyundai của Hàn Quốc).
- Câu lạc bộ bóng chuyền VTV Bình Điền Long An (liên doanh với Công ty Phân bón Bình Điền).

#### Hệ thống các Trung tâm thường trú
- Trung tâm Truyền hình Việt Nam tại khu vực Miền Trung - Tây Nguyên
- Trung tâm Truyền hình Việt Nam tại Thành phố Hồ Chí Minh
- Trung tâm Truyền hình Việt Nam tại khu vực Tây Nam Bộ

#### Mạng lưới cơ quan thường trú tại nước ngoài
- Cơ quan thường trú tại Los Angeles – Hoa Kỳ (Trưởng đại diện: Lê Minh).
- Cơ quan thường trú tại New York – Hoa Kỳ (Trưởng đại diện: Lê Anh Tuyển).
- Cơ quan thường trú tại Washington, D.C. – Hoa Kỳ (Trưởng đại diện: Nguyễn Thái Thanh).
- Cơ quan thường trú tại Brussels – Bỉ (Trưởng đại diện: Lê Hồng Quang).
- Cơ quan thường trú tại Paris - Pháp (Trưởng đại diện: Nguyễn Mỹ Linh).
- Cơ quan thường trú tại Moskva – Nga (Trưởng đại diện: Phan Vũ Nhật Linh).
- Cơ quan thường trú tại Dubai – UAE (Trưởng đại diện: Lê Anh Phương).
- Cơ quan thường trú tại Bắc Kinh – Trung Quốc (Trưởng đại diện: Châu Thái Bình).
- Cơ quan thường trú tại Tokyo – Nhật Bản (Trưởng đại diện: Vũ Quang Hưng).
- Cơ quan thường trú tại Viêng Chăn – Lào (Trưởng đại diện: Nguyễn Ngọc Phương).
- Cơ quan thường trú tại Phnôm Pênh – Campuchia (Trưởng đại diện: Thạch Thông).
- Cơ quan thường trú tại Singapore (Trưởng đại diện: Nguyễn Hữu Hưng).

#### Các cơ quan báo chí trực thuộc
- Thời báo VTV – Tổng Biên tập: Vũ Thanh Thủy.

## Các kênh truyền hình

### Các kênh truyền hình quảng bá
| Tên kênh                                   | Nội dung hiện tại                                         |
| ------------------------------------------ | --------------------------------------------------------- |
| VTV1                                       | Kênh thời sự - chính luận - tổng hợp                      |
| VTV2                                       | Kênh khoa học - công nghệ - giáo dục                      |
| VTV3                                       | Kênh thể thao - văn hoá - giải trí                        |
| VTV4                                       | Kênh truyền hình đối ngoại                                |
| VTV5                                       | Kênh truyền hình tiếng dân tộc                            |
| VTV7                                       | Kênh giáo dục - thiếu nhi                                 |
| Các kênh truyền hình quốc gia theo khu vực |                                                           |
| VTV8                                       | Kênh truyền hình quốc gia khu vực Miền Trung - Tây Nguyên |
| VTV9                                       | Kênh truyền hình quốc gia khu vực Đông Nam Bộ             |
| VTV Cần Thơ                                | Kênh truyền hình quốc gia khu vực Tây Nam Bộ              |
| VTV5 Tây Nguyên                            | Kênh truyền hình tiếng dân tộc khu vực Tây Nguyên         |
| VTV5 Tây Nam Bộ                            | Kênh truyền hình tiếng dân tộc khu vực Tây Nam Bộ         |

Vào đêm Giao thừa âm lịch (30 Tết hoặc 29 Tết), tất cả các kênh của VTV sẽ chập thành một kênh duy nhất (VTV) để phát sóng các chương trình chia tay năm cũ, chào năm mới âm lịch cho đến rạng sáng mùng 1 Tết (riêng VTV Cần Thơ tách sóng và tắt sóng ngay sau đó).
Vào dịp 30/4/2025, tất cả các kênh VTV đã chập thành một kênh duy nhất (VTV) để truyền hình trực tiếp lễ diễu binh nhân dịp kỷ niệm 50 năm Ngày giải phóng miền Nam thống nhất đất nước từ 6h sáng đến 10h.

### Các kênh truyền hình trả tiền
Hiện nay, Đài Truyền hình Việt Nam có 56 kênh truyền hình trả tiền thuộc các hệ thống VTVCab, K+, SCTV.

### Các kênh cũ
- VTV Cần Thơ 1 & VTV Cần Thơ 2: Phát sóng lần đầu năm 1968 dưới tên gọi Đài Truyền hình Cần Thơ (CTV); phát sóng trở lại từ ngày 2 tháng 5 năm 1975, sau khi Việt Nam tái thống nhất. Năm 1980, truyền hình Cần Thơ phát sóng trên kênh 6 VHF, kênh 7 VHF hệ FCC cũ và kênh 11 VHF. Năm 2004, kênh 6 VHF chính thức mang tên CVTV1 (ban đầu là CVTV); cùng năm đó kênh CVTV2 ra đời nhằm phục vụ bà con dân tộc Khmer, phát sóng từ 19h - 22h mỗi ngày trên kênh 51 UHF. Từ 5 tháng 6 năm 2011, 2 kênh CVTV1 và CVTV2 đổi tên thành VTV Cần Thơ 1 và VTV Cần Thơ 2. Theo Đề án Quy hoạch Báo chí quốc gia đến 2025, ban đầu, VTV Cần Thơ 1 & VTV Cần Thơ 2 sẽ nhập chung sóng, hình thành Kênh Truyền hình Quốc gia khu vực Tây Nam Bộ VTV10 nhưng không được chấp thuận. Thay vào đó, từ 1 tháng 1 năm 2016, VTV Cần Thơ 1 và VTV9 (cũ) trở thành kênh VTV9 (mới), còn VTV Cần Thơ 2 chuyển đổi thành VTV5 Tây Nam Bộ.
- VTV Đà Nẵng: Phát sóng từ năm 1977 với tên gọi Đài Truyền hình Đà Nẵng trên kênh 9 VHF. Từ năm 1994, Đài Truyền hình Đà Nẵng được chuyển cho VTV quản lý, lấy tên là TĐN. Năm 2004, cùng với CVTV và các kênh khác, TĐN được đổi tên là DVTV. Đầu năm 2011, DVTV đổi tên là VTV Đà Nẵng. Năm 2015, VTV Đà Nẵng phát sóng theo định dạng hình ảnh 16:9. Từ 00h00 ngày 1 tháng 1 năm 2016, VTV Đà Nẵng ngừng phát sóng và trở thành kênh VTV8.
- VTV Phú Yên: Phát sóng từ năm 1989, tiền thân là Đài Truyền hình Phú Yên. Năm 2001, Đài Truyền hình Phú Yên được bàn giao về VTV, trở thành Đài Truyền hình khu vực Phú Yên (PTV), sau là Trung tâm THVN tại Phú Yên (PVTV - 2004), đóng vai trò là đơn vị truyền hình của tỉnh (đến năm 2012) cũng như khu vực Nam Trung Bộ. Từ 00:00 ngày 1 tháng 1 năm 2016, VTV Phú Yên ngừng phát sóng và trở thành kênh VTV8. Năm 2018, VTV thành lập Trung tâm Truyền hình Việt Nam tại Nha Trang, Khánh Hòa (VTV Nha Trang), thay thế cho VTV Phú Yên trước đây.
- VTV Huế: Phát sóng từ trước năm 1975 với tên gọi ban đầu là Đài Truyền hình Huế. Từ sau 1975 đến 1998, Đài Truyền hình Huế đóng vai trò là cơ quan truyền hình của tỉnh Thừa Thiên - Huế. Từ 00h00 ngày 1 tháng 1 năm 2016, VTV Huế ngừng phát sóng và trở thành kênh VTV8.
- VTV6: Phát sóng từ ngày 29 tháng 4 năm 2007, ban đầu là kênh truyền hình dành cho giới trẻ. Từ ngày 10 tháng 10 năm 2022, kênh ngừng phát sóng và được thay thế bằng kênh VTV Cần Thơ.

## Ứng dụng trực tuyến

### Ứng dụng đang hoạt động
- VTVGo: Hệ thống truyền hình trực tuyến chính thức của Đài Truyền hình Việt Nam cho phép khán giả xem trực tiếp, xem lại, xem theo chủ đề các chương trình truyền hình cũng như kho video độc quyền lớn[20] trên các lĩnh vực Thời sự, Kinh tế, Văn hóa, Giải trí, Thể thao, Quốc tế, Phim truyện.
- VTVCab ON: Ứng dụng truyền hình trực tuyến của Đài Truyền hình Việt Nam do Tổng Công ty Truyền hình cáp Việt Nam vận hành, cung cấp hơn 200 kênh truyền hình trong nước và quốc tế. Ứng dụng cho phép xem trực tuyến, xem lại các nội dung theo chủ đề cùng với kho nội dung độc quyền lớn tại Việt Nam.[21]

### Ứng dụng cũ
- VTV PLUS: Ứng dụng và địa  chỉ web xem truyền hình trực tuyến của VTVcab,[22] địa chỉ web ngưng hoạt động trong quý 3 năm 2016.[23]
- VTV Sports: Ứng dụng chuyên đăng tải tin tức về các chương trình thể thao. Từ ngày 9 tháng 6 năm 2021, ứng dụng được chuyển thành một chuyên mục của ứng dụng VTVGo.
- Alo! VTV: Kênh thông tin chính thức của Đài Truyền hình Việt Nam trên di động, hoạt động đến hết năm 2016
- VTV Giải Trí: Ứng dụng cung cấp các chương trình phim truyện truyền hình dài tập, phim ngắn, các chương trình giải trí... do VTV & Dotmark (ADT Group) hỗ trợ & thực hiện. Từ ngày 1 tháng 7 năm 2023, ứng dụng được chuyển thành một chuyên mục của ứng dụng VTVGo, tương tự như VTV Sports[24].

## Những chương trình nổi bật

### Chương trình đặc biệt hằng năm

#### Đang phát sóng
- Gặp nhau cuối năm (2003–nay): Phát sóng vào lúc 20:00 ngày Tất niên âm lịch hàng năm trên các kênh sóng của VTV.
- Chiều cuối năm (2007–nay): Chương trình đặc biệt thường niên dịp Tết Âm lịch do Ban Thời sự thực hiện, phát sóng vào lúc 17:00 ngày Tất niên Âm lịch hàng năm trên VTV1 và một số kênh truyền hình khác của VTV.
- Dấu ấn (2007–nay): Chương trình nhìn lại những sự kiện trong năm, phát sóng vào 30/12 hàng năm trên VTV1.
- Đón Tết cùng VTV (2013–nay): Chương trình chào năm mới đặc biệt được tổ chức vào dịp Giao thừa Âm lịch hàng năm (2013–2016). Từ năm 2017, chương trình được phát sóng lúc 20:00 ngày mùng 1 Tết Nguyên đán trên kênh VTV3.
- Buổi sáng đầu tiên (2014–nay): Chương trình đặc biệt thường niên do Ban Thời sự sản xuất, phát sóng vào ngày 1/1 hàng năm trên VTV1, nhằm ghi lại những câu chuyện ý nghĩa, tạo động lực và hy vọng cho một năm mới tràn đầy niềm vui và thành công.
- Ấn tượng VTV – VTV Awards (2014–nay): Giải thưởng truyền hình thường niên của VTV nhằm vinh danh các sản phầm truyền hình, gương mặt MC, biên tập viên, diễn viên, ca sĩ ấn tượng... thu hút lượng lớn khán giả trong suốt một năm. Lễ Trao giải hàng năm được truyền hình trực tiếp trên VTV1.
- Bước nhảy mùa xuân (2015–nay): Chương trình do Ban Thể thao sản xuất, phát sóng vào dịp Tết Nguyên đán. Đây là chương trình có sự tham gia biểu diễn kết hợp giữa thể thao và nghệ thuật.
- Tết nghĩa là hy vọng (2016–2019, 2023–nay): Phát sóng lần đầu tiên năm 2016. Từ 2017, chương trình được phát sóng vào ngày Tất niên Âm lịch sau chương trình Gặp nhau cuối năm trên tất cả các kênh sóng của VTV (trừ VTV9). Từ 2020-2022, chương trình được thay thế bằng chương trình Quê hương, mùa đoàn tụ (sau đó được đổi tên là Mùa đoàn tụ).
- Liên hoan thiếu nhi quốc tế VTV (2018–nay): Chương trình đón ngày Quốc tế Thiếu nhi do VTV và Vinpearl thực hiện.
- Cảm hứng bất tận (2021–nay): Chương trình đại nhạc hội chào năm mới (Âm lịch) đặc biệt do Ban Văn nghệ thực hiện, phát sóng vào rạng sáng ngày mùng 1 Tết hằng năm trên kênh VTV1.
- Countdown (2023–nay): Chương trình đón giao thừa Tết dương lịch do Ban Văn nghệ thực hiện, truyền hình trực tiếp lúc 22:00 ngày 31 tháng 12 dương lịch hằng năm trên VTV1.

#### Đã từng phát sóng
- Chào – VTV New Year Concert (2011–2021): Chương trình đại hội ca vũ nhạc do VTV sản xuất, phát sóng vào tối ngày mùng 1 tháng 1 (Dương lịch) hàng năm.
- Gặp gỡ VTV (2013–2015): Chương trình ca nhạc – giao lưu đặc biệt nhìn lại những dấu ấn của VTV năm vừa qua và chào đón năm mới, được tổ chức và phát sóng vào tối ngày 31 tháng 12 hàng năm đến sau giao thừa của năm mới.[cần dẫn nguồn]
- Đêm thu cổ tích (2018–2020): Chương trình nghệ thuật chào đón Tết Trung thu lớn nhất của VTV, được phát sóng trực tiếp vào 20:10 ngày Tết Trung thu hằng năm trên VTV1. Năm 2021, do dịch COVID-19, chương trình được tổ chức theo hình thức trực tuyến với tên gọi Chia sẻ để gần nhau hơn - Lớp học diệu kỳ.
- Vũ khúc ánh sáng (2018–2022): Chương trình đón giao thừa Tết dương lịch do VTV và Viettel thực hiện, được phát sóng truyền hình trực tiếp lúc 22:00 ngày 31 tháng 12 dương lịch hằng năm trên VTV1. Từ năm 2023, chương trình được thay thế bằng Countdown.
- VTV True Concert (2019–2021): Chương trình nghệ thuật đặc biệt kết hợp với âm nhạc, diễn ra 1 năm 1 lần và truyền hình trực tiếp trên kênh VTV1, do TH True Milk tài trợ.
- Hòa ca (2019–2023): Chương trình nghệ thuật ca múa nhạc học đường cúa Kênh truyền hình Giáo dục quốc gia (VTV7), phát sóng vào 21:00 ngày 31 tháng 12 hằng năm trên VTV1.
- Quê hương mùa đoàn tụ (2020) / Mùa đoàn tụ (2021–2022): Chương trình đón Giao thừa Tết Âm lịch do VTV và Viettel thực hiện, được phát sóng vào đêm giao thừa 30 tết (năm đủ) hoặc 29 tết (năm thiếu). Từ năm 2023, chương trình ngừng phát sóng và được thay bằng chương trình Tết nghĩa là hy vọng.
- Tết Hòa ca nhí (2021–2022): Phiên bản thứ hai của chương trình Hòa ca dành cho độ tuổi từ 8 đến 15, phát sóng vào dịp Tết Nguyên Đán hàng năm.

### Các giải đấu
- VTV Cup (2004–2019, 2023–nay): Giải bóng chuyền nữ quốc tế do Liên đoàn bóng chuyền Việt Nam và VTV tổ chức, với sự tham dự của đội tuyển bóng chuyền nữ quốc gia Việt Nam và các đội bóng hàng đầu khu vực và châu lục.
- Giải đua xe đạp VTV - Cúp Tôn Hoa Sen (2016–2020): Giải đua xe đạp quốc tế do VTV & Unic Group tổ chức, Tôn Hoa Sen là nhà tài trợ chính.
- S Race (2022 -  nay)
- Giải chạy Marathon quốc tế VTV - LPBank (2024)
- Giải đua xe đạp địa hình VTV Cup (2024)
- Giải đua Motor địa hình - VTV Cup Off Road (2023)

### Các cuộc thi
- Liên hoan tiếng hát truyền hình toàn quốc (1997–nay): Cuộc thi ca nhạc truyền hình được đánh giá là quy mô và danh giá nhất của VTV, được tổ chức 2 năm 1 lần.
- Cầu vồng / Đường tới cầu vồng (2009–2015; 2020–2021): Cuộc thi tìm kiếm và tuyển chọn biên tập viên, người dẫn chương trình, diễn viên truyền hình của Đài Truyền hình Việt Nam.
- Đường lên đỉnh Olympia (1999–nay): Cuộc thi kiến thức trên truyền hình dành cho học sinh lớp 11 bậc Trung học phổ thông.
- Robocon Việt Nam (2002–2019; 2023–nay) Tên đầy đủ là Cuộc thi sáng tạo Robot Việt Nam, được tổ chức hằng năm cùng với Cuộc thi sáng tạo Robot châu Á – Thái Bình Dương (ABU Robocon). Đội chiến thắng vòng chung kết Robocon Việt Nam sẽ đại diện cho Việt Nam tham dự ABU Robocon được tổ chức cùng năm (nếu là chủ nhà thì 2 đội lọt vào trận chung kết sẽ tham gia). Trong các năm 2020, 2021 và 2022, cuộc thi tại Việt Nam đã không được tổ chức vì ảnh hưởng của đại dịch COVID-19.[25]

### Hợp tác quốc tế
- Gameshow "Trò chơi liên tỉnh" (1996–1997): Trò chơi truyền hình hợp tác quốc tế đầu tiên của VTV, phối hợp với Đài Truyền hình TF1 của Pháp.
- Đại nhạc hội Việt – Nhật "Giấc mơ về một nền hoà bình" (24/5/2008): Chương trình kỷ niệm 35 năm thiết lập quan hệ ngoại giao Nhật Bản - Việt Nam (21.9.1973 - 21.9.2008), do VTV và NHK phối hợp thực hiện tại Trung tâm Hội nghị Quốc gia tại Hà Nội, được truyền hình trực tiếp đồng thời trên kênh VTV1 của Việt Nam và NHK của Nhật Bản.
- Cầu truyền hình Hà Nội – Moskva "Bài ca chiến thắng" (31/10/2011): Cầu truyền hình kỷ niệm 70 năm diễn ra cuộc duyệt binh lịch sử và 70 năm bắt đầu cuộc chiến tranh vệ quốc vĩ đại chống phát xít Đức của Hồng quân Liên Xô (7/11/1941 – 7/11/2011) do VTV và Kênh 1 (Nga) phối hợp thực hiện, được truyền hình trực tiếp đồng thời trên kênh VTV3 và VTV4 của Việt Nam và Kênh 1 của Nga.
- Cầu truyền hình "Chung một con đường" (18/7/2017): Cầu truyền hình kỷ niệm 55 năm thiết lập quan hệ hữu nghị Việt Nam – Lào, do VTV và Đài Truyền hình Quốc gia Lào phối hợp thực hiện, phát sóng trực tiếp đồng thời trên kênh VTV1 của Việt Nam và kênh LNTV1, LNTV3 của Lào.
- Cầu truyền hình đặc biệt Giao lưu Việt – Trung "Láng giềng gần" (2011) và Chương trình giao lưu nghệ thuật hữu nghị Việt Nam – Trung Quốc "Dòng sông thơ mộng" (2017), do VTV và Đài PT–TH tỉnh Quảng Tây (Trung Quốc) phối hợp thực hiện, phát sóng trực tiếp đồng thời trên kênh VTV1 và Đài PT–TH Quảng Tây.
- Cầu truyền hình xuyên quốc gia Việt Nam – Hàn Quốc "Người bạn lâu năm" (2012), do VTV và Đài Truyền hình KBS (Hàn Quốc) phối hợp thực hiện, phát sóng trực tiếp đồng thời trên kênh VTV1 của Việt Nam và KBS2 của Hàn Quốc.
- Chương trình "Sự khởi nguồn của Nhật Bản" (2018, 2019, 2020): Chương trình phim tài liệu khám phá cố đô Nara (Nhật Bản), do VTV và Đài Truyền hình Nara (Nhật Bản) phối hợp thực hiện, phát sóng trên VTV1 và phát lại trên Đài Truyền hình Nara.

### Các chương trình đặc biệt
- Cầu Truyền hình Chung kết Đường lên đỉnh Olympia (2000 - nay)
- "Thầy trò Xô - Việt" (17 tháng 1 năm 2010)
- Cầu Truyền hình "Nối vòng tay lớn" (2001 - 2012)
- "Hà Nội - Niềm tin và Hy vọng" (10 tháng 10 năm 2014)
- Cầu Truyền hình "Mùa xuân đầu tiên"
- Cầu Truyền hình "Hoài bão Hồ Chí Minh" (18 tháng 5 năm 2015)
- Cầu Truyền hình "Dáng đứng Việt Nam" (26 tháng 7 năm 2017)
- Cầu Truyền hình "Bài ca kết đoàn" (1 tháng 9 năm 2019): Cầu truyền hình kỷ niệm 50 năm thực hiện di chúc của Chủ tịch Hồ Chí Minh, tổ chức ở 4 điểm cầu: Hà Nội, Nghệ An, Huế, Thành phố Hồ Chí Minh, truyền hình trực tiếp trên VTV1.
- Cầu Truyền hình "Ánh sáng niềm tin" (3 tháng 2 năm 2020): Cầu truyền hình kỷ niệm 90 năm thành lập Đảng Cộng sản Việt Nam, tổ chức ở 4 điểm cầu: Hà Nội, Hải Phòng, Vĩnh Long, Côn Đảo, truyền hình trực tiếp trên VTV1.
- Cầu Truyền hình "Hồ Chí Minh – Sáng ngời ý chí Việt Nam" (18 tháng 5 năm 2020): Cầu truyền hình kỷ niệm 130 năm ngày sinh của Chủ tịch Hồ Chí Minh, tổ chức ở 5 điểm cầu: Hà Nội, Tuyên Quang, Nghệ An, Thành phố Hồ Chí Minh, Đồng Tháp, truyền hình trực tiếp trên VTV1.
- Cầu Truyền hình "Khúc tráng ca hòa bình" (27 tháng 7 năm 2022): Cầu truyền hình kỷ niệm 75 năm ngày Thương binh – Liệt sỹ, tổ chức ở 6 điểm cầu: Hà Nội, Hà Giang, Quảng Nam, Bình Định, Thành phố Hồ Chí Minh, An Giang, truyền hình trực tiếp trên VTV1. Chương trình đã được vinh danh "Chương trình của năm" của VTV Awards 2022.
- Cầu Truyền hình "Dưới lá cờ quyết thắng" (5 tháng 5 năm 2024): Cầu truyền hình kỷ niệm 70 năm ngày Chiến thắng lịch sử Điện Biên Phủ, tổ chức ở 5 điểm cầu: Hà Nội, Điện Biên, Thanh Hóa, Kon Tum, Thành phố Hồ Chí Minh, truyền hình trực tiếp trên VTV1.
- Hà Nội - Bản hùng ca phố
- Cầu Truyền hình " Tình sâu nghĩa nặng"
- Con đường lịch sử

### Khác
- Thời sự (1970–nay): Chương trình tin tức chính do Ban Thời sự sản xuất.
- VKT (1989–1995): Chương trình tạp kỹ đầu tiên của VTV, viết tắt của Văn hóa – Khoa học – Thể thao.[26]
- Những bông hoa nhỏ (1970–1997; 2012–2017): Chương trình thiếu nhi đầu tiên của VTV.
- SV (1996-2021): Trò chơi truyền hình đầu tiên của VTV, phát sóng trên VTV3 4 năm 1 lần.
- Trò chơi liên tỉnh (1996–1997): Trò chơi truyền hình hợp tác quốc tế đầu tiên của VTV.
- Ai là triệu phú (2005–nay): Trò chơi truyền hình chuyên biệt về kiến thức, mua bản quyền từ Sony Pictures.
- VTV – Bài hát tôi yêu (2002–nay): Chương trình âm nhạc chuyên trình chiếu các video ca nhạc theo thiên hướng nhạc nhẹ Việt Nam.
- Người mẫu Việt Nam (2010 - 2017)
- Giai điệu tự hào (2014–2020): Chương trình âm nhạc chuyên về dòng nhạc cách mạng, mua bản quyền từ Nga.
- Chiếc nón kỳ diệu (2001–2016): Trò chơi truyền hình mua bản quyền từ chương trình Wheel of Fortune của Mỹ
- Chuyển động 24h (2014–nay): Bản tin cập nhật tin tức mới nhất của Việt Nam & thế giới.
- Chào buổi sáng (1995–nay): Bản tin đầu tiên trong ngày được phát sóng trên VTV1.
- Chị đẹp đạp gió rẽ sóng (2023 - nay): Chương trình truyền hình thực tế về âm nhạc, vũ đạo dành cho các nữ nghệ sĩ.
- Anh trai vượt ngàn chông gai (2024 - nay): Chương trình truyền hình thực tế về âm nhạc tôn vinh bản lĩnh của các nghệ sĩ nam Việt Nam, thể hiện lòng tự tôn dân tộc, lan tỏa giá trị văn hóa của người Việt.

## Vinh danh
- Huân chương lao động hạng nhất (2020[27])
- Huân chương Hồ Chí Minh lần thứ 2 (2010[28])
- Phóng sự thời sự xuất sắc cho tác phẩm Hanoi's hero of the Night (Đội xe ôm thầm lặng cứu người) & Phóng sự xuất sắc về Biến đối khí hậu và Thích ứng cho tác phẩm giới thiệu túi tái chế thân thiện với môi trường tại Asiavision Annual Awards 2020.[29]
- Hoạt động đưa tin xuất sắc nhất năm tại Asiavision Annual Awards 2021.[30]

## Tổng Giám đốc qua các thời kỳ
1. Trần Lâm – Tổng Giám đốc Đài Tiếng nói Việt Nam, Chủ nhiệm Ủy ban Phát thanh – Truyền hình.
2. Lê Quý – Trưởng Ban biên tập Vô tuyến truyền hình năm 1971; 1975–1978; Tổng Biên tập Đài Truyền hình Trung ương (1980–1984).
3. Huỳnh Văn Tiểng – Trưởng Ban biên tập Vô tuyến truyền hình (1971–1975).
4. Lý Văn Sáu – Tổng biên tập Đài Truyền hình Trung ương (1978–1980).
5. Nguyễn Văn Hán – Tổng biên tập Đài Truyền hình Việt Nam kiêm Giám đốc Trung tâm Nghe nhìn (1984–1988).
6. Phạm Khắc Lãm – Tổng Giám đốc kiêm Tổng Biên tập Đài Truyền hình Việt Nam (1988–1993).
7. Hồ Anh Dũng – Tổng Giám đốc Đài Truyền hình Việt Nam (1994–2001).
8. Vũ Văn Hiến – Ủy viên Trung ương Đảng, Tổng Giám đốc Đài Truyền hình Việt Nam (2001–2011).
9. Trần Bình Minh – Ủy viên Trung ương Đảng, Tổng Giám đốc Đài Truyền hình Việt Nam (2011–2021).
10. Lê Ngọc Quang – Ủy viên Trung ương Đảng, Tổng Giám đốc Đài Truyền hình Việt Nam (2021–31/10/2024)
11. Nguyễn Thanh Lâm - Nguyên Thứ trưởng Bộ Thông tin và truyền thông (01/11/2024 - nay)[31]